# Schmitz Cargobull
Schmitz Cargobull AG, nota fino al 1998 come Schmitz-Anhänger, è un'azienda tedesca che si occupa della produzione di rimorchi e semirimorchi.

## Storia
Nel 1892 Franz Heinrich Schmitz acquistò dal padre la fucina di Altenberge, concentrata sulla ferratura dei cavalli e sulla riparazione dei cerchioni per le ruote di carri e carrozze; la città si trovava infatti in una posizione estremamente vantaggiosa, anche grazie alla presenza di una dogana che costringeva i viaggiatori a sostarvi.
L'azienda, che nel frattempo aveva assunto la denominazione di Schmitz-Anhänger (anhänger in tedesco vuol dire rimorchio), produsse il suo primo rimorchio nel 1935, espandendosi considerevolmente grazie all'opera dei due figli di Franz Heinrich, ovvero Josef e August. L'espansione dell'azienda proseguì negli anni '70 e '80, con l'ingresso nel capitale sociale della famiglia Hoffmann e con l'inaugurazione di un nuovo stabilimento produttivo ad Altenberge. Nel 1998, per favorire l'internazionalizzazione delle attività, l'azienda mutò il proprio nome in Schmitz Cargobull, adottando come simbolo un elefante blu.
Nel 2024 in joint venture con VDL Bus & Coach ha acquistato le attività di costruzione rimorchi del gruppo belga Van Hool in seguito al suo fallimento.